# ねじれの位置
空間幾何学において 「空間の2直線 a 、bがねじれの位置にある」というのは、それら2つの直線が同一平面上にないとき、すなわちa 、bによって1つの平面が決定されないことである。英語ではskew positionという。

## 概要
空間幾何学において「ある特定の2直線a,bが同一平面上に存在しない」状態の場合、別の言い方をすると、「特定の2直線 a,bによって1つの平面が決まらない」状態にある場合、「2直線a,bはねじれの位置にある」と言う。
日本においては、ねじれの位置は中学1年生の数学で学習する単元のため難易度自体はさほど高くないものの、大学の入学試験でねじれの位置に関する問題が出題されたことがある。
ねじれの位置の具体例
- 例えば「三角形BCDを底面とする三角錐A-BCD」の辺ABと辺CDはねじれの位置にある。
- 例えば立体交差の2つの路線（2本の道路、あるいは2本の線路、あるいは「道路と線路」等々）はねじれの位置にある。

- この直方体の直線ADと直線B₁Bはねじれの位置にある。
- 道了山跨道橋（東京都八王子市）。立体交差する2本の道路はねじれの位置にある。

この例では線分dの長さが2直線の距離である。

ねじれの位置にある2直線の距離
ねじれの位置にある2直線 a 、b の距離とは、a 、b にともに垂直であるような線分の長さのことである。（別の言い方をすると、aに対しても垂直でありなおかつbに対しても垂直であるような線分の長さである）。

## その他の一般的な知識
空間内の2直線に関する知識
なお空間内での2つの直線の位置関係は以下の3つのどれかである。
- 平行
- 交差
- ねじれの位置

ねじれの位置にある2直線が登場しない幾何学
なおねじれの位置にある2直線は、3次元以上の「空間」でのみ存在する。空間幾何学には登場するが、平面幾何学には登場しない。
平面幾何学で登場する直線は、どの任意の2直線を選んでも「ねじれの位置」にはない。
なお、どのような立体物であれ、それを平面で切断した断面の上に現れる直線に限った話をしてしまうと、それは「平面幾何学」で扱える範囲になってしまうので、そこにはねじれの位置にある2直線は絶対に登場しない。